# Latrodectus umbukwane
Latrodectus umbukwane  — один з найбільших павуків роду Чорна вдова. Інша назва «павук-губзик Пхінди».

## Опис
Загальна довжина сягає до 16,25 мм. Спостерігається статевий димфізм: самиці набагато більші за самців. Загалом будовою схожі на інших представників свого роду. У самиць присутні паралельні сперматогеї, а копуляційні протоки мають 3 кола. У самців емболія має 4 кола.
Забарвлення самців темно-коричневе. Колір черевця у молодого зрілого самця із світлими жовто-білими довгастими плямами на середині спини та з боків (з нечіткими темно-коричневими обрисами), без поперечних світлих областей. Старі самці мають темно-коричневе черево з темно-коричневими неправильними формами кола.
У самиць відмітки на середині спини та череві поступово довгуваті червоні з білими обрисами, а загальний колір — чорний.

## Спосіб життя
Утворюють гнізда з павутини в дуплах дерев на висоті від 50 до 80 см. Живиться попелицями, мурахами, фруктовими мухами, термітами.
Статева зрілість самця настає через 26 днів після народження. Має 3 кладки яєчних мішечків яскраво-фіолетового кольору. З кожного мішечка через 27—36 днів з'являються 550—590 павучат. Вони крихітні і коричневі, з унікальними білими відмітками.

## Розповсюдження
Мешкає в пісочному лісі приватного заповідника Пхінда в провінції Квазулу-Наталь (ПАР).